# Esquire
Esquire – amerykański magazyn dla mężczyzn ukazujący się od 1933 roku. Redaktorem naczelnym jest David M. Granger.
Założycielem pisma był Arnold Gingrich.
Publikowali m.in. w: Ernest Hemingway, William Faulkner, Truman Capote czy John Steinbeck.
Pismo ma blisko 30 edycji lokalnych, m.in. brytyjską, japońską (od 1987), chińską, niemiecką czy bliskowschodnią.

## Edycja polska
Ukazywała się od 27 lutego 2015 roku jako dwumiesięcznik, wcześniej 2 grudnia 2014 roku wydano numer pilotażowy. Skierowana była do mężczyzn w wieku 30–50 lat z wyższym wykształceniem i wysokimi zarobkami.
Redaktorem naczelnym był na początku Filip Niedenthal, którego od stycznia 2017 r. zastąpił Maciej Gajewski. Po nim redaktorem naczelnym polskiej edycji Esquire'a został Andrzej Chojnowski. W 2019 roku wydawca polskiej edycji magazynu Marquard Media Polska zapowiedział zakończenie wydawania magazynu w grudniu 2019 roku w związku z wycofaniem się z rynku prasy.